# Hôpital Avicenne
Das Hôpital Avicenne ist ein islamisches Krankenhaus in Bobigny, Seine-Saint-Denis, in den nördlichen Vororten von Paris. Es wurde 1935 als französisch-muslimisches Krankenhaus (Hôpital franco-musulman de Paris) eröffnet und speziell für nordafrikanische Einwanderer gebaut, die in Scharen in die Gegend von Paris gekommen waren. 1978 in Erinnerung an den persischen Arzt Avicenna in Avicenne umbenannt, ist es heute ein Universitätskrankenhaus für die lokale Bevölkerung.